# Njörðr

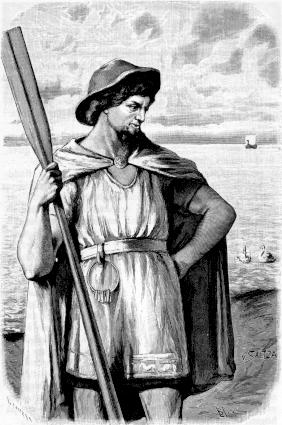
Njörðr en una ilustración de una edición de la Edda poética de 1893.

En la mitología nórdica, Njörðr (Nórdico antiguo: Njǫrðr) es uno de los Vanir y el dios de la tierra fértil y de la costa marina, así también como el de náutica y la navegación. Es el esposo de Skaði y padre de Freyr y Freyja. El nombre de su hermana puede que sea también Njörðr, de acuerdo con la reconstrucción del nombre de la diosa teutónica que Tácito tradujo al latín como "Nerthus" (= Njörðr). Se dice que su morada es Nóatún 'navío-pueblo'. Njörðr es también un dios relacionado estrechamente con la fertilidad, como lo son todos los Vanir en general.
Njörðr y sus hijos se unieron a los Æsir como rehenes de los Vanir luego de la guerra entre ambos bandos. Tales rehenes son considerados parte de la familia de la aristocracia y líderes legítimos, pero no son libres de partir para asegurar los intereses mutuos del tratado de paz.

## Edda poética
Njörðr es descrito como futuro sobreviviente del Ragnarök en la estrofa 39 del poema Vafþrúðnismál. En el poema, el dios Odín, bajo el nombre de "Gagnráðr" se enfrenta contra el sabio jotun Vafþrúðnir, en una batalla de ingenio. En el Vafþrúðnismál, Njörðr es mencionado como un rehén durante la guerra entre los Æsir y los Vanir. También se menciona que va a volver a casa con los sabios Vanir después del Ragnarök.
En la estrofa 16 del poema Grímnismál, Njörðr es descrito como posesor de una sala en Nóatún hecha por sí mismo. La estrofa lo describe como un príncipe carente de malicia que reina por encima de un fuerte templo de madera. En la estrofa 43, en la creación del Skíðblaðnir, el barco del dios Frey, este es mencionado como hijo de Njörðr. Este hecho también se menciona en la introducción y las estrofas 38, 39 y 41 del poema Skírnismál.

## Cómo Njörðr conoció aSkaði
De acuerdo con Rydberg, los Æsir asesinaron con pesar al padre de Skaði, Weland-Thjazi, quien había infligido la Glaciación en el mundo. Ella se puso sus esquíes y esquió todo el camino hacia el Valhalla. Los dioses estaban de acuerdo en repararle de alguna manera. Ella podría elegir a cualquiera de los hombres como su esposo, pero solo se le permitía ver los pies mientras lo hacía. Observó durante largo tiempo a todos los pies, y eligió al par más limpio, pensando que debían ser los de Baldr. Pero no pertenecían a él, sino a Njörðr, cuyos pies eran limpiados por el mar. A pesar de amarse mucho mutuamente, su matrimonio no fue el mejor. Skaði vivía en la tierra del invierno, pero a Njörðr no le gustaba ser despertado todo el tiempo por los lobos, e incluso apenas podía dormir por culpa del frío. Skaði no podía soportar vivir junto al mar, ya que las gaviotas siempre la despertaban junto con el ruido de las olas. Pero decidieron vivir nueve días en Þrymheim y tres noches en Nóatún, simbolizando el predominio de las bajas temperaturas durante la mayor parte del año en las latitudes septentrionales.

## Nombre
El nombre de Njörðr se escribe Njǫrðr en la estandarización de deletreo en nórdico antiguo pero el 'ǫ' es a menudo remplazado por 'ö' por familiaridad o expediencia técnica. Puede ser representado en muchas formas incluyendo Njord, Njordr, Niord, Niordr, Njörd o Njördr.